# Изобразительное искусство

Мона Лиза — одна из наиболее известных картин в истории изобразительного искусства

Изобрази́тельное иску́сство или изобрази́тельные иску́сства (от «из» и ст.-слав. «образъ»; праслав. оb- + rаzъ — резать, проводить черту; обра́зить — украсить) — класс пространственных искусств, объединяющий живопись, скульптуру, графику, монументальное искусство и фотоискусство. Критерием их объединения на семиотическом уровне классификации «служит объёмность, трёхмерность или плоскостность, двухмерность создаваемых с их помощью образов. Именно этот признак и определяет сложившееся уже в далёком прошлом различение двух основных видов изобразительного искусства — живописи и скульптуры». В отличие от неизобразительных видов пластических искусств, в основе изобразительных лежит, как правило, узнаваемый образ действительности.
В зависимости от специфики различные виды изобразительных искусств воспроизводят визуально воспринимаемые, объективно существующие качества реального мира: объём, цвет, пространство, материальную форму предметов и световоздушную среду. Изобразительным искусствам доступна не только фиксация зрительного образа, но и временно́е развитие событий, более или менее развёрнутое повествование, динамическое действие, а также выражение субъективных переживаний, фантазий и абстрактных идей.
Содержанием изобразительных искусств может выступать не только визуальный, но и духовный образ определённого времени: политические, философские, эстетические и этические идеи. Изобразительные искусства могут раскрывать духовный мир человека, передавать психологическое и эмоциональное содержание изображения, отношение художника к тому или иному явлению жизни.
Некоторые качества изобразительности присущи также таким неизобразительным видам искусства, как архитектура, декоративно-прикладное и театрально-декоративное искусства, дизайн.

## Сложностиклассификации

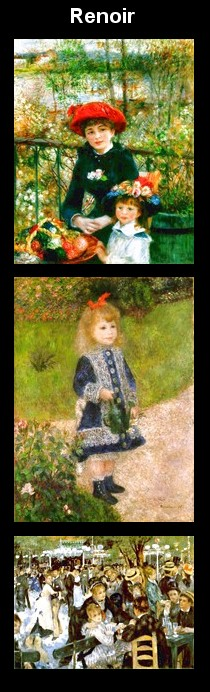
Картины Огюста Ренуара

Классификация изобразительного искусства является разделом искусствознания, которое именуется морфологией искусства (др.-греч. μορφή — форма и λόγος  — слово, учение). Такая классификация основывается на строгой иерархии эстетических и искусствоведческих категорий: класс, род, вид, разновидность, жанр. Так изобразительным искусством именуют класс пространственных искусств, объединяющий живопись, скульптуру, графику, монументальное искусство, фотоискусство и другие виды. Критериями их объединения на семиотическом уровне классификации «служит объёмность, трёхмерность или плоскостность, двухмерность создаваемых с их помощью образов. Именно этот признак и определяет сложившееся уже в далёком прошлом различение двух основных видов изобразительного искусства — живописи и скульптуры». По изобразительным средствам, приёмам и материалам — на разновидности (декоративная роспись, рисунок, акварель, гравюра, пастель, литография, монотипия…); по содержанию и предметному смыслу — на жанры. Особенности полифункциональной структуры и специфика изобразительности отдельных видов искусства, например архитектуры и декоративно-прикладного искусства, художественных ремёсел и дизайна, рождает различные концепции их классификации. Особенности пространственно-временно́й структуры становятся основанием для подразделения искусств на «пространственные» и «временны́е», что, однако, отвергается современными структуралистскими и феноменологическими концепциями.
Все известные морфологические системы носят относительный и конкретно-исторический характер. Например, в античности искусства делили на «мусический [комплекс» (танец, музыка, поэзия) и низшие, или «механические», искусства (архитектура, скульптура, ремёсла). В XVIII—XIX веках в академической эстетике выделяли триаду «изящных», или «благородных», художеств (живопись, ваяние и зодчество). Остальные признавались низшими. Примечательно, что архитектура, или зодчество, попала в изящные искусства, несмотря на её утилитарность, техническую основу и «неизобразительность», по причине востребованности аристократическими заказчиками, престижности и социальной значимости, в живописи высшим считали исторический жанр и, отчасти, портретный, а пейзаж или натюрморт — низшими.
В настоящее время в архитектуре признают изобразительное начало, хотя и выраженное в абстрагированных формах. Дискуссии вызывает проблема соотношения конкретно-предметных и абстрагированных форм изображения в живописи и графике, натурализма и абстракции, и то, следует ли признавать абстрактную живопись или графику изобразительным искусством. В наиболее широком понимании изобразительное искусство — это любая искусная деятельность (необязательно эстетическая или художественная) по созданию зримых образов в любых формах и разнообразными средствами: графическими, живописными, скульптурными, архитектоническими, фотографическими, цифровыми. Основные критерии — творческое начало и техническое мастерство. Такой широкий подход позволяет включить в понятие изобразительного искусства не только традиционные виды, но также архитектуру, включая постмодернистскую дизайн-архитектуру, различные течения новейшего системного и программного дизайна, визуальные коммуникации, искусство шрифта, фотографию, видео-арт, компьютерную графику, и многое другое. Таким образом изобразительное искусство как таковое активно влияет на формирование «второй природы», предметного мира и виртуальной реальности, формирующих мироощущение и мировоззрение человека XX—XXI веков.

## Средства изображения
Выразительными средствами изобразительного искусства во всех видах, разновидностях и жанрах следует признать, прежде всего, творчески преображённые пространство и время, а затем массы, объёмы, плоскости, контуры. Средства: контраст и нюанс, отношения и пропорции, метр и ритм. У разных авторов этот список существенно различен по причине множества теоретических концепций отношений содержания и формы в изобразительном искусстве и интерпретации этих основополагающих понятий. В обыденных представлениях неискушённого зрителя изобразительными средствами обычно именуются технические материалы и приёмы: штрих, пятно, фактура, мазок… Совокупность характерных для определённого вида искусства изобразительных средств иногда называют изобразительным языком.

## Виды изобразительных искусств
Классификация изобразительного искусства по видам включает в себя:
- живопись — вид изобразительного искусства, основанный на живописном восприятии действительности, при котором основным является восприятие объекта во взаимосвязи с пространственной и свето-воздушной средой;
- графика — вид изобразительного искусства, в котором в качестве основных изобразительных средств, называемых графическими, используются свойства изобразительной поверхности, тональные отношения линий, штрихов и пятен;
  - гравюра — разновидность графического искусства и полиграфической технологии, основанная на гравировании печатной формы;
- монументальное искусство — род пластических изобразительных искусств, включающий произведения, создаваемые для архитектурной или природной среды, во взаимосвязи с которой они приобретают окончательную идейно-образную завершённость; к монументальному искусству относят памятники и монументы, скульптурное, живописное и мозаичное убранство зданий, витражи и т. д.;
  - скульптура — вид изобразительного искусства, произведения которого имеют объёмную форму и выполняются из твёрдых материалов способом формовычитания: высекания, удаления лишнего из начальной массы каменного или иного блока;
- фотоискусство — искусство создания фотографии, отражающей творческое видение мира фотографом-художником;
- киноискусство — вид художественного творчества, основанный на различных технических способах записи и воспроизведения изображения в движении, как правило, в сопровождении звука;
- мультипликация — технические приёмы создания иллюзии движущихся изображений с помощью последовательности неподвижных изображений (кадров), сменяющих друг друга с большой частотой;
- медиаискусство — вид искусства, произведения которого создаются и представляются с помощью современных информационно-коммуникационных (или медиа-) технологий.

## Основные жанры традиционного изобразительного искусства
- Исторический — сформировался в эпоху Возрождения, включает жанровые разновидности (или формы) произведений, созданных не только на темы действительных исторических событий, но также на мифологические и библейские (ветхозаветные и евангельские) сюжеты. Произведения исторического жанра «призваны отображать важнейшие эпизоды национальной и общечеловеческой истории в контексте настоящего — событий, историческое значение которых осознано современниками».
- Батальный — посвящён темам войны. Главное место в батальном жанре занимают сцены сухопутных, морских сражений и военных походов. Художник стремится запечатлеть особо важный или характерный момент битвы, показать героику войны, а часто и раскрыть исторический смысл военных событий, что сближает батальный жанр с историческим.
- Бытовой, посвящённый повседневной, частной и общественной жизни, обычно современной художнику. К бытовому жанру относятся бытовая (жанровая) живопись, графика и скульптура, преимущественно небольших размеров. Бытовые сцены, известные ещё с древних времён, выделились в отдельный жанр искусства лишь в феодальную эпоху. Расцвет бытового жанра Нового времени связан с ростом демократических и реалистических художественных тенденций.
- Натюрморт — изображение неодушевлённых предметов в изобразительном искусстве, в отличие от портретной, жанровой, исторической и пейзажной тематики.
- Анималистический, главным мотивом и основным объектом которого являются животные, главным образом в живописи, скульптуре, графике и реже в декоративном искусстве.
- Пейзаж, основным предметом изображения является первозданная либо в той или иной степени преображённая человеком природа. В пейзажном произведении особое значение придаётся построению перспективы и композиции вида, передаче состояния атмосферы, воздушной и световой среды, их изменчивости.
- Портрет — изображение или описание какого-либо человека либо группы людей, существующих или существовавших в реальной действительности, художественными средствами (живописи, графики, гравюры, скульптуры).

## Влияние и развитие в истории культуры
Произведения изобразительного искусства являются единственными сохранившимися до наших дней свидетельствами духовной культуры многих исчезнувших цивилизаций. По современным археологическим данным изобразительное искусство возникает в начале верхнего палеолита (ориньяк) и ассоциировано с появлением человека современного типа. Источниками изобразительных форм были «натуральные макеты» охотничьей добычи, цветные отпечатки рук, «макароны» (сплетения параллельных линий, нанесённые пальцами на стены пещер) и некоторые другие продукты деятельности древнего человека. Практически одновременно возникают монументальная живопись на стенах пещер, первобытные формы графики и скульптура. Развивается анималистический жанр (основной корпус произведений каменного века) и изображения человека (палеолитические «Венеры», позже — сцены охоты).
Изобразительным искусством осваиваются новые отрасли человеческой деятельности. Совершенствование материальной культуры в мезолите и неолите приводит к зарождению декоративно-прикладного искусства в различных видах. Возникновение в историческое время письменности приводит к появлению каллиграфии.
В цивилизациях Древнего мира изобразительные искусства присутствуют уже в значительном жанровом разнообразии, приобретают выраженную этнокультурную специфику, подвергаются теоретическому осмыслению. Формируются развитые представления об авторстве.
Изобразительные искусства развивались в тесной связи с архитектурой и письменностью, регулировались канонами древности и «большими стилями» Средних веков и Нового времени.
Эти периоды ознаменованы распространением тиражной графики, экспоненциальным развитием живописи и скульптуры, возникновением и обособлением новых жанров.
На рубеже XIX—XX вв. появляется фотоискусство, оформляется, в современном представлении, дизайн; в традиционных видах намечаются новые неизобразительные направления.
В двадцатом веке изобразительное искусство переживает невиданно интенсивный обмен с динамическими видами искусства. Его методы и технологии экспортируются в киноискусство (мультипликация). В то же время акционизм и родственные ему направления вовлекают в изобразительную сферу развёрнутые во времени процессы.
На протяжении двадцатого века продолжают возникать новые виды и подвиды изобразительного искусства, в том числе — связанные с виртуальной реальностью.
Изобразительные (или визуальные) искусства являются одной из шести категорий на Международных Дельфийских играх (МДС), а также одной из номинаций на Молодёжных Дельфийских играх России.
В настоящее время изобразительное искусство стало факультативным предметом в большинстве систем образования.